# منتخب البحرين لكرة القدم الشاطئية
منتخب البحرين لكرة القدم الشاطئية ممثل البحرين في المنافسات الرسمية لكرة القدم الشاطئية ويديره اتحاد البحرين لكرة القدم، الهيئة المسؤولة عن كرة القدم في البحرين.

## التشكيلة الحالية
ملاحظة: تشير الأعلام إلى المنتخب الوطني على النحو المحدد في قواعد الأهلية للفيفا. قد يحمل اللاعبون أكثر من جنسية واحدة غير تابعة للفيفا.
| الرقم | البلد   | المركز | اللاعب              |
| ----- | ------- | ------ | ------------------- |
| 1     | البحرين | حارس   | صلاح سلمان          |
| 2     | البحرين | مهاجم  | عبد الله عمر        |
| 3     | البحرين | مدافع  | محمد عاشور          |
| 4     | البحرين | مدافع  | محمود الغاوي        |
| 5     | البحرين | مدافع  | عبد الله العبد الله |
| 6     | البحرين | مدافع  | إبراهيم حسن         |
| 7     | البحرين | مدافع  | عدنان إبراهيم       |
| 8     | البحرين | وسط    | يعقوب النصيف        |
| 9     | البحرين | مهاجم  | راشد سالم           |
| 10    | البحرين | مهاجم  | سيد حسن             |
| 11    | البحرين | مهاجم  | عيسى صالح           |
| 12    | البحرين | حارس   | حسام المناعي        |

المدرب  غوستافو زلوسيويك

## الإنجازات
- بطل كأس آسيا 2006
- وصل للربع نهائي في كأس العالم 2006

## الإنجازات في البطولات

### كأس العالم لكرة القدم الشاطئية
- 1995 - N/A
- 1996 - N/A
- 1997 - N/A
- 1998 - N/A
- 1999 - N/A
- 2000 - N/A
- 2001 - N/A
- 2002 - N/A
- 2003 - N/A
- 2004 - N/A
- 2005 - N/A
- 2006 - ربع نهائي
- 1995 - فشل في التأهل
- 2008 - فشل في التأهل
- 2009 - دور المجموعات
- 2011 - فشل في التأهل
- 2013 - فشل في التأهل

### كأس آسيا لكرة القدم الشاطئية
- 2006 - الفائز
- 2007 - المركز الرابع
- 2008 - لم يشارك
- 2009 - الوصيف
- 2011 - ربع نهائي
- 2013 - دور المجموعات

## وصلات خارجية
- Bahrain Squad FIFA
- Bahrain v Italy World Cup 2006 على يوتيوب